# Valea Mânăstirii
Valea Mânăstirii – wieś w Rumunii, w okręgu Gorj, w gminie Cătunele. W 2011 roku liczyła 403 mieszkańców.